# جشنواره بین‌المللی فیلم فریبورگ
جشنواره بین‌المللی فیلم فریبورگ (انگلیسی: Fribourg International Film Festival) (FIFF) یک جشنواره سالانه فیلم در فریبورگ سوئیس است. این جشنواره بر روی فیلم‌های برتر آسیا، آفریقا و آمریکای لاتین متمرکز است. جایزه بزرگ معروف به رگارد دور، جایزه اصلی جشنواره بین‌المللی فیلم فریبورگ است.
در سال ۲۰۲۱و در سی و پنجمین دوره‌، این جشنواره میزبان چهار فیلم کوتاه ایرانی «سقف کاذب» به کارگردانی محسن نجفی مهری، «ناهید» ساخته صمد علیزاده، «تن پوش» به کارگردانی بیژن اعرابی و «همه اوقات» ساخته شادی کرم‌رودی در بخش رقابتی فیلم های کوتاه بوده است.